# Pistola Liliput
La Liliput es una pistola semiautomática que inicialmente fue calibrada para el cartucho 4,25 mm Erika/Liliput y posteriormente se produjo una variante para el cartucho 6,35 x 16 SR. Su nombre se debe a la isla ficticia homónima, siendo llamada así por su pequeño tamaño. 
La Liliput fue fabricada por la Waffenfabrik August Menz de Suhl, desde aproximadamente 1920 hasta 1927. Menz también fabricó una pistola similar de 6,35 mm que introdujo al mercado en 1925 como la the Modelo 1, y una pistola de 7,65 mm vendida como Pistola Beholla. La longitud promedio de la Liliput es de 108 mm (4,25 pulgadas) y la longitud de su cañón es de 44,45 mm.  
El diseño es muy similar al de la Walther Modelo 9, siendo considerada un arma de bolsillo debido a su corto tamaño, ya que era muy discreta para portarse en un chaleco. Estaba fabricada en acero y poseía seguro de empuñadura y de cargador, estando la palanca del seguro en lado izquierdo del armazón. El sistema de disparo que utilizaba era un sistema Browning de acción simple con retroceso de recorrido largo y acerrojado, dicho sistema era muy difícil y costoso de fabricar.
El cartucho 4,25 mm Liliput, fue nombrado anteriormente 4,25 mm Erika, pero al ser más popular la pistola Liliput, el cartucho conservó ese nombre. Como es considerado un cartucho obsoleto que monta una bala de pequeño calibre, la Liliput es una de las pocas pistolas que no requiere licencia para su tenencia en el Reino Unido.
Según un reporte Aliado, la pistola Liliput fue suministrada a miembros de la guerrilla Werwolf.